# Ernest Scott
Ernest Nathanial Scott III  (Marietta, Georgia, 28 de agosto de 1982) es un entrenador de baloncesto estadounidense. Jugó profesionalmente entre 2004 y 2017 en diversas ligas y clubes de Europa y América, actuando en las posiciones de alero o ala-pívot. Fue internacional con la selección de baloncesto de Antigua y Barbuda.

## College
Se formó en el Marietta High School antes de pasar a la Universidad de Valdosta State de la División II de la NCAA, donde estuvo desde el 2000 hasta el 2004. En 2003 fue elegido en el mejor quinteto de la Gulf Coast Conference.

## Trayectoria
Scott es un auténtico trotamundos del baloncesto jugando en hasta 8 países como Alemania, Estados Unidos, Luxemburgo, Suiza, Nueva Zelanda, Grecia, Argentina o Venezuela.
Tras no ser elegido en el Draft de la NBA de 2004, comenzó su carrera como profesional en la 2.Basketball Bundesliga en las filas del Wolfenbüttel Dukes alemán, aunque abandonó el equipo en diciembre. Acabó la temporada en el Black Star Mersch luxemburgués.
Empezó la temporada 2005-2006 en el Mississippi HardHats de la WBA estadounidense, pero posteriormente se fue al Meyrin Grand-Saconnex de la LNA suiza. En 2006 también jugó en el Mississippi HardHats otra vez y en el Oklahoma Storm de la USBL.
En la temporada 2006-2007 volvió a Alemania, para jugar en el TBB Trier de la Basketball Bundesliga. Acabó la temporada en el Cartersville Baseline de la WBA.
Para la temporada 2007-2008 fichó por los Idaho Stampede de la D-League, donde en 40 partidos promedió 7.9 puntos, 3,4 rebotes y 1.1 asistencias. Acabó la temporada en el Wellington Saints de Nueva Zelanda.
Fue elegido en el Draft de la NBA Development League de 2008 en segunda ronda puesto 30 por los Idaho Stampede.
Para la temporada 2008-2009 volvió a los Idaho Stampede, donde promedió 6,5 puntos y 2.2 rebotes en 19 partidos. Abandonó el equipo en enero y se marchó a los Rio Grande Valley Vipers de la D-League también, donde permaneció hasta el final de la temporada 2009-2010, participando en el Concurso de Triples del All-Star de la D-League en 2009. En su año y medio con los Rio Grande Valley Vipers, tuvo un promedió de 9.3 puntos, 3.3 rebotes y 1.3 asistencias en 76 partidos jugados.
En 2010 fichó por el Peristeri BC de la A1 Ethniki griega, donde estuvo temporada y media. En su segunda temporada hasta que se marchó, tuvo un promedio de 11.6 puntos, 5.7 rebotes y 1.2 asistencias en 14 partidos disputados. En enero de 2012 abandonó el equipo, regresando a la D-League, esta vez a las filas de los Reno Bighorns, donde tuvo un promedio de 3.5 puntos, 3 rebotes y 1.2 asistencias en 10 partidos jugados. Dejó el equipo en marzo y acabó la temporada regresando al Wellington Saints de Nueva Zelanda. Tuvo un promedio de 14.4 puntos, 3.9 rebotes, 1.3 asistencias, 1.2 robos y 1 tapón en 12 partidos jugados.
Para la temporada 2012-2013 volvió a Grecia, fichando por el Ilisiakos BC de la A1 Ethniki, donde solo estuvo hasta diciembre de 2012. En ese tiempo, tuvo un promedio de 10.5 puntos, 4.3 rebotes, 1.1 robos y 1.2 tapones en 9 partidos jugados. En enero de 2013 fichó hasta final de temporada por el Club Unión Progresista de la Liga Nacional de Básquet  argentina. En 16 partidos promedió 9 puntos y 3.7 rebotes.
Para la temporada 2013-2014 fichó por el Gaiteros del Zulia de la Liga Profesional de Baloncesto de Venezuela, donde no llegó a debutar y se fue al Guaiqueríes de Margarita venezolano también. En 7 partidos promedió 3.4 puntos y 1.8 rebotes. Acabó la temporada volviendo por tercera vez al Pacific Jewellers Saints, donde tuvo un promedio de 9.9 puntos, 5.3 rebotes, 1.6 asistencias, 1.4 robos y 1 tapón en 12 partidos jugados.
Llegó al Kolossos Rodou BC griego en diciembre de 2014, permaneciendo hasta el final de temporada y promediando 8.7 puntos, 5.1 rebotes, 1.1 asistencias y 1.2 robos en 21 partidos jugados.
En agosto de 2015, el Montakit Fuenlabrada ha hecho oficial la incorporación del 3-4 estadounidense, en la que será su primera experiencia en España. Al tener pasaporte de Antigua y Barbuda no ocupa plaza de extracomunitario.

## Selección nacional
Siendo descendiente de barbudenses, Scott escogió representar internacionalmente a Antigua y Barbuda. 
Estuvo presente en los CARICOM Basketball Championship de 2014 y 2015, celebrados en Tórtola, Islas Vírgenes: en el primero promedió 20.4 puntos, 9 rebotes, 1.8 asistencias, 2.8 robos y 1.2 tapones en 5 partidos jugados, siendo elegido en el segundo mejor quinteto del torneo; mientras que en el segundo registró promedios de 15.7 puntos, 7.5 rebotes, 3 asistencias, 2.2 robos y 1.5 tapones en 6 partidos jugados, lo que le sirvió a su equipo se para obtener la medalla de bronce y le permitió a él ser escogido como parte del mejor quinteto del torneo.  
En 2018 volvió a competir en el torneo, esta vez organizado en Paramaribo, Surinam, como instancia de preclasificación a la FIBA AmeriCup de 2021. En esa ocasión su equipo terminó como subcampeón. 